# Yōrō
Yōrō (養老町?) è una cittadina giapponese della prefettura di Gifu.